# Целиноградский вагоноремонтный завод
Целиногра́дский вагоноремо́нтный завод — завод по ремонту вагонов для нужд железнодорожного транспорта, расположенный в Целинограде. Завод строился в несколько этапов с 1941 по 1964 год. В 1949 году выпущен из ремонта первый крытый двухосный грузовой вагон. С 1971 года завод специализирован на ремонте полувагонов. На 1992 год завод ремонтировал полувагоны, ремонтировал и формировал колёсные пары вагонов.
По состоянию на 2011 год завод носил именование «Акмолинский вагоноремонтный завод».

## История
История завода началась 3 апреля 1941 года. Тогда были построены по приказу Народного комиссариата путей сообщения вагоноремонтные мастерские, на базе которых предполагалось строительство в дальнейшем электровозоремонтного завода. Строительство пришлось на тяжёлое военное время, но выпуск вагонов из ремонта увеличивался. К концу 1949 года было отремонтировано 105 вагонов. Приказом МПС от 11 января 1951 года был утверждён разработанный «Транстехпроектом» проект на строительство Акмолинского вагоноремонтного завода, который и был сдан в 1964 году на проектную мощность 4900 вагонов.
Выпуск вагонов из ремонта регулярно нарастал:
- 1973 г. — отремонтировано 4756 полувагонов
- 1974 г. — отремонтировано 5128 полувагонов
- 1977 г. — отремонтировано 6000 полувагонов
- 1984 г. — отремонтировано 7007 полувагонов

С 2001 года Акмолинский вагоноремонтный завод начал освоение производства капитального ремонта с продлением срока службы четырёхосных полувагонов. В 2002 году был освоен КРП четырёхосных хоппер-дозаторов, вагонов-самосвалов, универсальных платформ, в 2005 году — цистерн для перевозки светлых нефтепродуктов и крытых вагонов.
В 2002 году завод создал совместно ГУП ПО «Уралвагонзавод» (Россия) создал совместное предприятие по сборке полувагона модели 12-132 — «Вагоносборочный завод».